# Masai Mara
Maasai Mara, ki se včasih piše tudi Masai Mara in lokalno znana preprosto kot Mara, je velik narodni rezervat divjadi v okrožju Narok, zahodno od Nairobija v Keniji, in meji na narodni park Serengeti v Tanzaniji. Poimenovan je v čast ljudstvu Masai, prednikom tega območja, ki so se na območje priselili iz porečja Nila. Njihov opis območja, ko ga pogledamo od daleč: Mara pomeni "pikčast" v lokalnem jeziku Masajev, zaradi številnih kratkih grmastih dreves, ki so posejana po pokrajini.
Masai Mara je eno najbolj znanih in najpomembnejših območij za ohranjanje divjih živali in divjine v Afriki, svetovno znano po izjemnih populacijah levov, afriškega leoparda (Panthera pardus pardus), južnoafriškega geparda (Acinonyx jubatus jubatus) in afriškega savanskega slona. Prav tako gosti veliko selitev, ki je eno od sedmih naravnih čudes Afrike in kot eno od desetih svetovnih čudes.
Ekosistem Greater Mara obsega območja, znana kot narodni rezervat Masai Mara, trikotnik Mara in več Masajskih rezervatov, vključno s Koiyaki, Lemek, Ol Chorro Oirowua, Mara North, Olkinyei, Siana, Maji Moto, Naikara, Ol Derkesi, Olo Kerinkaen in Kimintet.

## Zgodovina
Ko je bila prvotno leta 1961 ustanovljena kot zatočišče divjih živali, je Mara pokrivala le 520 km² sedanjega območja, vključno s trikotnikom Mara. Območje je bilo leta 1961 razširjeno proti vzhodu na 1821 km² in spremenjeno v rezervat za divjad. Svet okrožja Naroka je v tem času prevzel upravljanje rezervata. Del rezervata je leta 1974 dobil status narodnega rezervata, preostalo območje 159 km² pa je bilo vrnjeno lokalnim skupnostim. Leta 1976 so iz rezervata odstranili dodatnih 162 km², leta 1984 pa so park zmanjšali na 1510 km².
Leta 1994 je bil v zahodnem delu rezervata ustanovljen Okrajni svet TransMara, nadzor pa je bil razdeljen med novi svet in obstoječi svet okrožja Narok. Maja 2001 je neprofitna organizacija Mara Conservancy prevzela upravljanje trikotnika Mara, ki pokriva zahodni del rezervata.
Masaji sestavljajo skupnost, ki se razteza po severni, osrednji in južni Keniji ter severnih delih Tanzanije. Kot pastirji skupnost verjame, da imajo v lasti vse govedo na svetu. Masaji se zanašajo na svojo zemljo, da preživijo svoje govedo, pa tudi sebe in svoje družine. Pred ustanovitvijo rezervata kot zavarovanega območja za ohranjanje prostoživečih živali in divjine so se bili Masaji prisiljeni izseliti iz svojih domačih dežel.
Tradicija še naprej igra pomembno vlogo v življenju sodobnih Masajev, ki so znani po visoki rasti, vzorčastih šukah in ogrlicah. Ocenjuje se, da je približno pol milijona posameznikov, ki govorijo jezik Maa, in to število ne vključuje samo Masajev, temveč tudi ljudi Samburu in Camus v Keniji.

## Geografija
Skupna ohranjena površina v ekosistemu Greater Maasai Mara znaša skoraj 1510 km². Je najsevernejši del ekosistema Mara-Serengeti, ki pokriva približno 25.000 km² v Tanzaniji in Keniji. Na jugu ga omejujejo park Serengeti, na zahodu rob pečine Siria / Oloololo in na severu, vzhodu in zahodu pastoralni ranči Masajev. Padavine v ekosistemu se izrazito povečajo vzdolž gradienta jugovzhod–severozahod, se spreminjajo v prostoru in času ter so izrazito bimodalne. Sand, reka Talek in  reka Mara sta glavni reki, ki odmakata rezervat. Grmičevje in drevesa obrobljajo večino bregov in pokrivajo pobočja in vrhove gora.
Teren rezervata je predvsem odprto travinje s sezonskimi rekami. V jugovzhodni regiji so značilne akacije. Zahodna meja je Esoit (Siria) strmina Velikega tektonskega jarka, ki je sistem riftiv, dolg približno 5600 km, od etiopskega Rdečega morja preko Kenije, Tanzanije, Malavija in v Mozambik. Divjad je tu po navadi najbolj zgoščena, saj močvirna tla pomenijo, da je dostop do vode vedno dober, turistične motnje pa minimalne. Najbolj vzhodna meja je 224 km od Nairobija, zato so vzhodne regije najbolj obiskane s strani turistov.
Ima polsušno podnebje z dvema letnima deževjema in dvema ločenima deževnima sezonama. Lokalni kmetje so te poimenovali "dolgo deževje", ki traja približno šest do osem tednov v aprilu in maju, ter "kratko deževje" novembra in decembra, ki traja približno štiri tedne.
Nadmorska višina: 1500–2180 m; padavine: 83 mm / mesec; temperaturno območje: 12–30 °C.

## Živalstvo in rastlinstvo
Gnu, topi (Damaliscus lunatus jimela), zebra in Thomsonova gazela se selijo v rezervat Mara in ga zasedajo, od ravnic Serengetija na jugu in ravnic Loita na pastoralnih rančih na severovzhodu, od julija do oktobra ali pozneje. V rezervatu prebivajo tudi črede vseh treh vrst.
Vsi člani "velike peterice" (lev, leopard, slon, kafrski bivol, črni in beli nosorogi) so tukaj vse leto. Populacija črnih nosorogov je bila do leta 1960 precej številčna, vendar jo je krivolov v 1970-ih in zgodnjih 1980-ih močno zmanjšal, tako da je padla na 15 osebkov. Število se je le počasi povečevalo, vendar se je število osebkov leta 1999 še vedno približno 23. Masai Mara je edino zaščiteno območje v Keniji z avtohtono populacijo črnih nosorogov, na katero translokacije ne vplivajo in zaradi svoje velikosti lahko podpira eno največjih populacij v Afriki.
Povodne konje in krokodile najdemo v velikih skupinah v rekah Mara in Talek. Ravnine med reko Mara in pobočjem Esoit Siria so verjetno najboljše območje za ogled divjadi, zlasti glede leva in geparda.
V rezervatu najdemo veliko velikih zveri. Levi so najbolj dominantni in jih tukaj najdemo v velikem številu. Lisaste hijene so še en številčen mesojedec in pogosto tekmujejo z levi za hrano. Leoparde najdemo kjerkoli v rezervatu, kjer so drevesa, kamor lahko pobegnejo. Geparde v velikem številu najdemo tudi na odprti savani, pri lovu na gazele in gnuje. Afriški hijenski psi so tukaj precej redki zaradi razširjenega prenosa bolezni, kot je pasja kuga, in hude konkurence, s katero se soočajo z levi, ki lahko pogosto zdesetkajo njihovo populacijo. Njihovi tropi se veliko sprehajajo in potujejo na velike razdalje po ravnicah, zato jim je težko slediti. Manjše mesojede živali, ki slednjim ne konkurirajo neposredno, so: afriški volk (Canis lupaster), podsedliški šakal, afriška črtasta podlasica (Poecilogale albinucha), karakal, serval, medarski jazbec (Mellivora capensis), pižmova hijena (Proteles cristata), afriška divja mačka (Felis lybica), progasti šakal (Lupulella adusta), uhata lisica, zoril (Ictonyx striatus), afriška cibetovka (Civettictis civetta), genet, več vrst mungov in vidre.
Gnuji so prevladujoči prebivalci Masai Mare, njihovo število se ocenjuje na milijone. Okoli julija vsako leto se te živali selijo proti severu iz nižin Serengetija v iskanju svežih pašnikov in se okoli oktobra vrnejo na jug. Velika selitev je eden najbolj impresivnih naravnih dogodkov na svetu, ki vključuje približno 1.300.000 gnujev, 500.000 Thomsonovih gazel, 97.000 topijev, 18.000 elandov in 200.000 Grantovih zeber.
Najdemo lahko antilope, vključno z Grantovimi gazelami, impalami, duikerji in Alcelaphus buselaphus cokii. Na ravnicah živi tudi značilna masajska žirafa. V mejah rezervata je mogoče videti veliko konjsko antilopo (Hippotragus equinus) in uhato lisico, ki sta redko prisotni drugje v Keniji.
V parku je bilo ugotovljenih več kot 470 vrst ptic, med katerimi so mnoge selivke, skoraj 60 vrst pa je ujed. Ptice, ki temu območju vsaj del leta pravijo dom, so: jastreb, afriški marabu (Leptoptilos crumenifer), tajnik, kljunorožci, žerjav, noj, orli (Lophaetus occipitalis), pritlikavi sokol (Polihierax semitorquatus) in lastovičja zlatovranka (Coracias caudatus), ki je narodna kenijska ptica.

## Uprava
Rezervat Maasai Mara upravlja vlada okrožja Narok. Bolj obiskan vzhodni del parka, znan kot narodni rezervat Masai Mara, upravlja svet okrožja Narok. Trikotnik Mara v zahodnem delu upravlja okrajni svet Trans-Mara, ki je od začetka leta 2000 sklenil pogodbo o upravljanju z Mara Conservancy.
Zunanja območja so zaščitena, in jih upravlja skupina Ranch Trusts skupnosti Masajev, čeprav je bil ta pristop kritiziran, ker koristi le nekaj močnim posameznikom in ne večini lastnikov zemljišč. Čeprav se je v zadnjih letih povečalo število ograj na zasebnih zemljiščih, se prostoživeče živali prosto sprehajajo po rezervatu.

## Raziskovanje
Masai Mara je glavno raziskovalno središče za lisasto hijeno. Z dvema terenskima pisarnama v Mara laboratorij Kay E. Holekamp s sedežem na Michiganski državni univerzi preučuje vedenje in fiziologijo tega plenilca ter izvaja primerjalne študije med velikimi plenilci v trikotniku Mara in njihovimi kolegi v vzhodnem delu Mara.
Ocena pretoka in načrt upravljanja čezmejnega porečja med Kenijo in Tanzanijo je bil dokončan, da bi reka vzdrževala ekosistem in osnovne potrebe 1 milijona ljudi, ki so odvisni od njene vode.
Projekt Mara Predator deluje tudi v Masai Mari, pri čemer katalogizira in spremlja populacije levov po vsej regiji. S poudarkom na severnih naravnih območjih, kjer skupnosti sobivajo s prostoživečimi živalmi, je cilj projekta identificirati populacijske trende in odzive na spremembe v upravljanju zemljišč, človeških naselij, premikih živine in turizma.
Od oktobra 2012 je projekt Mara-Meru Cheetah deloval v populaciji gepardov Mara, ki spremlja populacijo gepardov, ocenjuje status in dinamiko populacije ter ocenjuje vpliv plenilcev in človekovo dejavnost na vedenje in preživetje gepardov. Vodja projekta, Elena Chelysheva, je v letih 2001–2002 delala kot pomočnica raziskovalca v projektu za ohranjanje gepardov v Keniji (KWS) Maasai-Mara. Takrat je razvila izvirno metodo identifikacije geparda, ki temelji na vizualni analizi edinstvenih vzorcev madežev na sprednjih okončinah (od prstov na ramenih) in zadnjih okončinah (od prstov na nogah do kolka) ter lis in obročev na repu. Z leti zbrani fotografski podatki omogočajo projektni skupini, da izsledi sorodstvo med generacijami in zgradi rodovnik geparda Mara. Zbrani podatki pomagajo razkriti starševski odnos med posamezniki, stopnjo preživetja mladičev, življenjsko dobo geparda in osebno reproduktivno zgodovino.

## Turizem
Masai Mara je ena najbolj znanih safari destinacij v Afriki. Vstopnine trenutno znašajo 70 USD za odrasle nerezidente Vzhodne Afrike na 24 ur (če bivajo v posestvu znotraj rezervata) ali 80 USD, če je zunaj rezervata, in 40 USD za otroke. Obstajajo številne koče in šotorski kampi, ki skrbijo za turiste znotraj ali ob meji rezervata in znotraj različnih ločenih naravnih rezervatov, ki mejijo na glavni rezervat. Vendar pa je glavni rezervat neograjen tudi ob meji s Serengetijem (Tanzanija), kar pomeni, da je prosto gibanje prostoživečih živali po vsem ekosistemu.
Čeprav je ena tretjina celotne Masai Mare v zahodnem delu, ima Trikotnik Mara v svojih mejah le dva stalna lodža, in sicer Lodge Mara Serena in Tabor Little Governors (v primerjavi s številnimi tabori in ložami na strani Naroka). ) in ima dobro vzdrževane makadamske ceste za vse vremenske razmere. Rendžerji redno patruljirajo, kar pomeni, da je manj krivolova in odličen ogled divjadi. Obstaja tudi strog nadzor nad številom vozil okoli opazovanj živali, kar omogoča boljšo izkušnjo med vožnjo. Večina koč v regiji zaračunava višje cene med sezono migracij, čeprav je Masai Mara dom plodnih prostoživečih živali skozi vse leto.
Obstaja več pristajalnih stez za letala, ki oskrbujejo kampe in prenočišča v Masai Mari, vključno z letališčem Mara Serena, letališčem Musiara in Keekorok, Kichwa Tembo, letališčem Ngerende, Ol Kiombo in letališčem Angama Mara ter več letalskih družb, kot sta SafariLink in AirKenya, ki letijo z rednimi leti iz Nairobi in drugod večkrat na dan. Preleti helikopterja nad rezervatom so omejeni na najmanjšo višino 1500 ft.

## Big Cat Diary
Televizijska oddaja BBC z naslovom Big Cat Diary je bila posneta v Masai Mari. Predstava je spremljala življenja velikih mačk, ki živijo v rezervatu. Oddaja je poudarila prizore iz močvirja Musiara v rezervatu in Leopardje soteske, območij Fig Tree Ridge in reke Mara, ki ločujejo Serengeti in Masai Maro.

## Fotografsko tekmovanje
Leta 2018 je fundacija Angama, neprofitna organizacija, povezana z Angama Mara, enim od luksuznih safari kampov Mara, začela natečaj za največjega fotografa leta Masai Mara, ki je predstavila Maro kot celoletno destinacijo in zbrala sredstva za pobude za ohranjanje narave. Prvi zmagovalec je bil britanski fotograf Anup Shah. Zmagovalka leta 2019 je bila Lee-Anne Robertson iz Južne Afrike.

## Grožnje
Študija, ki jo je financiral WWF in jo je med letoma 1989 in 2003 izvedel ILRI, je mesečno spremljala kopitarje v Mari in ugotovila, da so bile izgube kar 75 odstotkov za žirafe, 80 odstotkov za navadne bradavičaste svinje, 76 odstotkov za lantilope kongon in 67 odstotkov za impalo. Študija za izgubo živali pripisuje povečani naseljenosti ljudi v rezervatu in njegovi okolici. Večja gostota prebivalstva vodi do povečanega števila živine, ki se pase v parku in porasta krivolova. Članek trdi: »Študija zagotavlja najbolj podrobne dokaze do zdaj o upadanju populacij parkljarjev v Mari in o tem, kako je ta pojav povezan s hitrim širjenjem človeških populacij blizu meja rezervata.«
Porast lokalnega prebivalstva na območjih, ki mejijo na rezervat, je pripeljal do oblikovanja organizacij za ohranjanje narave, kot je Projekt Mara Elephant Project, ki si prizadevajo zagotoviti mirno in uspešno sobivanje ljudi ob divjih živalih. Konflikt s človeškimi prostoživečimi živalmi se obravnava kot glavna grožnja rezervatu, saj populacija še naprej raste.